# Aristophane (auteur)
Pour les articles homonymes, voir Aristophane (homonymie).
Firmin Aristophane Boulon, dit Aristophane, est un auteur de bande dessinée français né le 8 janvier 1967 à Baillif en Guadeloupe et mort le 5 mai 2004 à Dissay dans la Vienne.

## Biographie
Ancien étudiant de l'École nationale supérieure des beaux-arts de Paris puis de l'École supérieure de l'image à Angoulême, Aristophane est un météore de la bande dessinée des années 1990. Son travail est d'emblée considéré comme un classique du futur par la critique. Son œuvre, extrêmement sérieuse, aborde des questions philosophiques ou religieuses inédites en bandes dessinées, avec un dessin classique en noir et blanc. D'après Patrick Gaumer, « son œuvre surprend par son originalité, sa force, sa sensibilité ».
Un accident survenu à la fin des années 1990 a compromis la continuation de l'œuvre d'Aristophane, sur le compte duquel diverses rumeurs ont circulé : il aurait répudié son œuvre passée, il aurait renoncé à la bande dessinée, ou, au contraire, il n'aurait pas désespéré de s'y remettre...
Il meurt le 5 mai 2004 à 37 ans à Dissay,.

## Publications
- Parutions dans Le Lézard, Le Cheval sans tête, Lapin, Bananas, Ego Comme X (1 à 6) et Jade.
- Logorrhée, Le Lézard, 1993
- Tu rêves Lili, textes de Christiane Renauld, Casterman, 1993.
- Faune[4], Amok, 1995, réédité en 2016 au Frémok.
- « Un grand projet », dans Avoir 20 ans en l'an 2000, Autrement, 1995.
- Conte démoniaque, L'Association, 1996[5],[6],[7],[8].
- Les Sœurs Zabime, Ego Comme X, 1996, réédition 2011[9],[10].